# Оттензос
Оттензос (нім. Ottensoos) — громада в Німеччині, розташована в землі Баварія. Підпорядковується адміністративному округу Середня Франконія. Входить до складу району Нюрнбергер-Ланд.
Площа — 10,01 км2. Населення становить 2080 ос. (станом на 31 грудня 2020).